# Pteronemobius occidentalis
Pteronemobius occidentalis is een rechtvleugelig insect uit de familie krekels (Gryllidae). De wetenschappelijke naam van deze soort is voor het eerst geldig gepubliceerd in 1937 door Chopard.